# Nachbarschaftsstreit!
Nachbarschaftsstreit! war eine deutsche Doku-Soap, welche von 2009 bis 2011 von RTL ausgestrahlt wurde. Ab Mai 2011 lief die acht Folgen umfassende dritte und letzte Staffel auf dem angestammten Mittwochssendeplatz in der Primetime.

## Handlung
Die Serie widmet sich Nachbarn, die im Streit miteinander liegen. Der Rechtsanwalt Franz Obst, in der ersten Staffel Rechtsanwalt Ernst Andreas Kolb, versucht mit seiner Berufserfahrung die Streitpunkte außergerichtlich zu lösen. Das Hauptziel des Mediators ist es, dass die beiden Parteien sich respektieren und versöhnen können. Dafür ist er für die Doku-Soap in ganz Deutschland unterwegs.
In der zweiten Staffel änderte sich nicht nur der Moderator, sondern auch das Konzept der Sendung, sodass in einer Folge auch nur noch ein Fall bearbeitet wird und nicht mehr wie in der vorherigen Staffel zwei verschiedene Fälle. Einzelne Folgen beinhalteten dennoch zwei Fälle. Es wurden auch Fälle gezeigt, in denen der Mediator nicht helfen konnte, beispielsweise war in einer Folge eine der Parteien auch nach mehreren Kontaktversuchen des Mediators nicht zu einem Gespräch mit der Gegenseite bereit; in einer weiteren Folge bestand eine Seite nur auf ihren Forderungen, wollte aber seinerseits keinerlei Zugeständnisse machen; die Schlichtung musste so jeweils abgebrochen werden.

## Moderation
Die Sendung wurde in der ersten Staffel von Rechtsanwalt Ernst Andreas Kolb moderiert. Ein Jahr später wurde er vom Mediator Franz Obst abgelöst, der die Sendung seit der zweiten Staffel leitet.

### Franz Obst
Franz Obst (* 26. Februar 1957 in Dernbach) ist ein deutscher Rechtsanwalt. Nach seinem Abitur 1975 studierte er Rechtswissenschaft und klassische Archäologie an der Friedrich-Wilhelms-Universität in Bonn. Im Jahr 1988 bekam er die Zulassung als Rechtsanwalt zu arbeiten. Ein Jahr später gründete Obst seine eigene Anwaltskanzlei in Koblenz. Der seit 2004 auch als Mediator Arbeitende ist verheiratet und hat eine Tochter.

## Ausstrahlung
Zunächst wurde die erste Staffel vom 29. Juli bis 26. August 2009 als Testprojekt mit fünf Folgen mittwochs um 20:15 Uhr auf RTL ausgestrahlt. Nach einem Jahr Pause wurde die sieben Folgen umfassende zweite Staffel vom 14. Juli bis 25. August 2010 auf dem gleichen Sendeplatz gesendet. Die dritte Staffel startete auf dem bekannten Sendeplatz am 25. Mai 2011, wurde jedoch nach wenigen Folgen aufgrund schwacher Quoten in das Samstagnachmittagsprogramm verschoben. Regelmäßig werden Wiederholungen auf dem Sender RTLup ausgestrahlt.

### Quoten
Die erste Folge erreichte einen Marktanteil über dem Senderschnitt von RTL, doch die restlichen vier Folgen der ersten Staffel lagen teilweise deutlich unter dem Schnitt. Die erste Staffel erreichte im Durchschnitt 15,2 % der werberelevanten Zuschauer, während bei der zweiten Staffel bereits 17,1 % zusahen.

## Kritik
„Weniger den Prinzipien einer Mediation als der Schaulust verpflichtet, widmet RTL dem Erfassen des Status quo extra viel Sendezeit, die Show heißt schließlich ‚Nachbarschaftsstreit‘ und nicht ‚-versöhnung‘.“

„Die neue RTL-Dokureihe, sie macht schon Spaß. Aber nicht weil man einiges dazu lernt, sondern allein weil man durch das Streiten über banale Dinge, die man in einem vernünftigen Dialog regeln könnte, bestens unterhalten wird. Da sieht man den Frust auf der einen Seite und verbitterte Lästereien auf der anderen Seite. So geht es hin und her. Bis Kolb schließlich eingreift und das im Happy End, das sowieso vorher schon klar ist, beendet wird. […] So gesehen kann RTL mit dem Thema Nachbarschaftsstreit gar nichts falsch machen, denn sich gegenseitig bekriegende Nachbarn schaut man sich genauso gerne an wie unerzogene Bengel, die ihre Eltern beschimpfen und überall aus der Reihe tanzen, bis die ‹Supernanny› kommt. Der Unterhaltungsfaktor überwiegt bei ‹Nachbarschaftsstreit – Kolb greift ein› und ist auf jeden Fall gegeben. Der Start dieser neuen Doku-Soap auf RTL gelang.“

„Tolle Idee: wer noch keinen Ärger mit seinem Nachbarn hat, kann jetzt gucken, wie es geht! Denn es gibt keine Banalität im Leben, über die man sich nicht bis aufs Blut streiten könnte. Der Wahnsinn des Alltags und die Anleitung zum Schlimmer Wohnen für jedermann, denn nichts lässt einen die Sinnlosigkeit der eigenen Existenz besser ertragen als ein Blick auf das Elend der anderen!“